# Roger de Clifford (um 1221–1286)

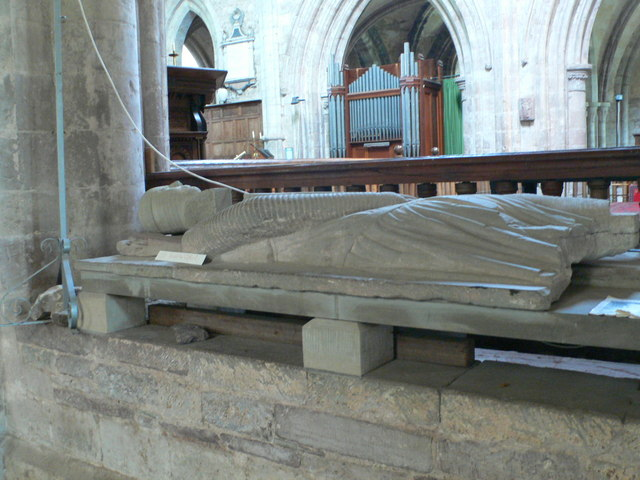
Grabdenkmal für Roger de Clifford in Dore Abbey

Sir Roger de Clifford (* um 1221; † vor dem 3. April 1286) war ein englischer Ritter, Militär und Beamter. Er spielte eine wichtige Rolle während des Zweiten Kriegs der Barone.

## Herkunft
Roger de Clifford entstammte einer anglonormannischen Adelsfamilie aus den Welsh Marches. Er war der Sohn von Roger de Clifford aus Tenbury in Worcestershire, des zweiten Sohns von Walter de Clifford, Lord von Clifford bei Hay in Herefordshire. Sein Großvater war der Bruder von Fair Rosamund Clifford. Seine Mutter war Sybil († 1253), die Witwe von Robert de Tregoz und William of Newmarch und Tochter von Robert de Eywas. Er war noch minderjährig, als sein Vater 1230 oder 1231 starb, und stand bis zu seiner Volljährigkeit, vermutlich 1242, unter der Vormundschaft seines Onkels Walter de Clifford, Lord of Clifford. Sein Erbe, zu dem Güter in Worcestershire, Herefordshire und Berkshire gehörten, wurde von seinem Cousin, einem weiteren Walter de Clifford verwaltet. 

## Aufstieg als junger Ritter
Clifford begann seine Karriere als Ritter im Dienst von Richard de Clare, 5. Earl of Hertford, den er 1248 auf einer Pilgerfahrt nach Frankreich begleitete. 1254 begleitete er Clare, als dieser zu König Heinrich III. in die Gascogne reiste. Ende 1258 gehörte Clifford zu den Rittern, die während der Rebellion der Barone den Thronfolger Lord Eduard unterstützten. 1259 gehörte er zum Gefolge des Königs, als dieser zur Besiegelung des Friedens von Paris nach Frankreich reiste. Während der Abwesenheit seines Vaters ernannte der Thronfolger Clifford zum Verwalter der drei strategisch wichtigen walisischen Burgen Skenfrith, White und Grosmont Castle, doch nach der Rückkehr des Königs wurde Clifford das Amt am 18. Mai 1260 wieder entzogen.

## Rolle im Krieg der Barone
Als Lord Eduard 1262 seinen Verwalter Roger of Leybourne beschuldigte, während seiner Abwesenheit Einkünfte aus seinen Gütern zu unterschlagen zu haben, glaubte Clifford an Leybournes Unschuld. Zusammen mit zahlreichen anderen Gefolgsleuten des Thronfolgers wechselte er die Seiten und schloss sich Simon de Montfort, 6. Earl of Leicester, dem Führer der Adelsopposition gegen den König an. Im Mai 1263 schrieb er als Vertreter der Marcher Lords dem König einen Brief, in dem er die Einhaltung der Provisions of Oxford forderte. Der König verbot ihm und seinen Freunden an Turnieren teilzunehmen oder ohne Erlaubnis des Königs zu den Waffen zu greifen, doch Clifford führte mit anderen Rebellen einen Kleinkrieg in den Welsh Marches. Anfang Juni nahm er zusammen mit Roger of Leybourne, John Giffard und anderen Rebellen in der Kathedrale von Hereford den Bischof Peter D’Aigueblanche gefangen, der als Ausländer und Diplomat des Königs weit verhasst war. Ihn und zahlreiche seiner Kanoniker sperrten sie in Eardisley Castle ein. Vermutlich anschließend eroberten sie nach heftiger, kurzer Belagerung das königliche Gloucester Castle. Nachdem Simon de Montfort im Juli 1263 wieder an die Macht gekommen war, wurde Clifford im August Kommandant der königlichen Burgen Marlborough und Ludgershall in Wiltshire. Dazu wurde er Constable von Gloucester Castle, doch nach einem Treffen mit Lord Eduard wechselte er wieder auf die Seite des Königs. Der König ernannte ihn im Dezember 1263 zum Sheriff von Gloucester, und während des kurz darauf beginnenden offenen Krieges der Barone unterstützte Clifford loyal die Seite des Königs. Am 5. April 1264 nahm er an der Eroberung von Northampton teil, wo er Simon de Montfort den Jüngeren gefangen nehmen konnte. In der Schlacht von Lewes wurde er jedoch selbst gefangen genommen. Die siegreichen Rebellen ließen ihn und andere Marcher Lords mit der Auflage frei, sich nach Aufforderung vor De Montfort’s Parliament zu verantworten. 
Clifford hielt sich jedoch nicht an die Auflagen, sondern begann zusammen mit Roger Mortimer einen Kleinkrieg in den Welsh Marches. Dabei eroberte er Bridgnorth und Marlborough und belagerte im Oktober Hanley Castle, eine Burg von Gilbert de Clare. Gilbert de Clare erreichte im Dezember 1264 in Verhandlungen mit Clifford, dass er Gloucester Castle den Anhängern Montforts übergab und dass er für ein Jahr nach Irland ins Exil gehen würde. Dieses Versprechen hielt er aber nicht ein. Er blieb in England und sicherte mit im Mai 1265 zusammen mit Roger of Leybourne die Flucht von Lord Eduard, der aus der Aufsicht der Rebellen entkommen war. Clifford gehörte anschließend zu den Führern des Heeres der königlichen Partei. Am Morgen des 1. August soll er den zögernden Thronfolger zum Angriff auf ein Heer der Barone vor Kenilworth Castle gedrängt haben. Clifford soll die Standarte des Thronfolgers ergriffen und den überraschenden Angriff angeführt haben, durch den die Truppen der Barone zerstreut wurden. Wenige Tage später gehörte er dem Heer der Parteigänger des Königs an, die in der Schlacht von Evesham den entscheidenden Sieg über die Rebellen erkämpften. 
Zum Dank erließ ihm Heinrich III. Schulden in Höhe von fast £ 400, die er gegenüber der Krone hatte, und übergab ihm das einträgliche Amt eines Richters für die Forests south of the Trent. Anschließend gehörte er zu den Anhängern des Königs, die mit Gewalt die verbliebenen Rebellen unterwarfen. Dabei erhielt er Ländereien in Warwickshire, Leicestershire und in anderen Grafschaften, die besiegten Rebellen abgenommen wurden. Dazu erhielt er die Vormundschaft über Isabel de Vieuxpont, der ältesten Tochter und Miterbin des ehemaligen Rebellen Robert de Vieuxpont aus Westmorland, die er um 1269 mit seinem ältesten Sohn Roger verheiratete. Roger of Leybourne erhielt die Vormundschaft über Isabellas Schwester Idonea, die er mit seinem ältesten Sohn verheiratete. In der Folge kam es über die Aufteilung des Erbes von Vieuxpont zum Streit zwischen Clifford und Leybourne.

## Gefolgsmann von Eduard I.
Ab 1270 begleitete Clifford Lord Eduard bei dessen Kreuzzug nach Palästina, für seine Treue versprach ihm der Thronfolger die Übertragung einer reichen Vormundschaft. Auf der Rückreise vom Kreuzzug begleitete er Eduard, der inzwischen als Eduard I. Nachfolger seines Vaters geworden war, nach Savoyen und 1273 weiter in die Gascogne. Dort heiratete er eine Gräfin von Lerett oder Lauretania, deren genaue Identität ungeklärt ist. 1274 schickte ihn der König zusammen mit William de Beauchamp nach Wales, wo sie mit dem walisischen Fürsten Llywelyn ap Gruffydd einen Waffenstillstand aushandelten. Im Herbst 1275 reiste er als Gesandter nach Frankreich, wo er englischen König vor dem französischen Parlement vertrat. 1276 brachte er den rebellischen französischen Adligen Gaston de Béarn nach Westminster, wo sich dieser vor dem König verantworten musste. Im selben Jahr kam es zu einem Zwischenfall zwischen seinen Vögten und einem königlichen Boten, bei dem seine Vögte dem Boten mit dem Tod drohten. Daraufhin verlor Clifford das von ihm verwaltete Eardisley Castle. Trotz seiner umfangreichen Besitzungen schien er um diese Zeit nur begrenzte finanzielle Mittel gehabt zu haben, denn Ende der 1270er Jahre verkaufte er Häuser in London für 300 Mark.
Zwischen 1277 und 1280 diente Clifford wieder als Forstrichter, und nach dem erfolgreichen Feldzug des Königs gegen Wales wurde er 1279 Justiciar von fast ganz Wales, wo er tyrannisch seine Macht missbrauchte. Unter anderem soll er Walisern für geringe Summen ihre Besitzrechte abgepresst haben, in dem er das englische Common Law anstatt das traditionelle walisische Recht anwandte. Zu Beginn des walisischen Aufstands wurde er am 22. März 1282 in Hawarden Castle überraschend von Dafydd ap Gruffydd angegriffen. Er soll im Bett von den Walisern gestellt worden sein und geriet verwundet in Gefangenschaft, so dass er an dem folgenden Gegenschlag des Königs zur Eroberung von Wales nicht teilnahmen konnte. Während des Feldzugs fiel sein ältester Sohn Roger am 6. November in der Schlacht an der Menai Strait. Nach dem Tod von Fürst Llywelyn ap Gruffydd Ende 1282 schickte dessen Bruder Dafydd ap Gruffydd den gefangenen Roger de Clifford zum König, um Frieden zu erbitten, doch der König bestand auf Dafydds vollständiger Unterwerfung und sandte Clifford zurück in die Gefangenschaft, aus der er erst durch den englischen Sieg befreit wurde. Er starb vor dem 3. April 1286, als die Krone seine Güter aufgrund seiner noch offenen Schulden beschlagnahmte. Er wurde in Dore Abbey in Herefordshire begraben.

## Familie und Nachkommen
In erster Ehe war Clifford mit Hawise, vermutlich der Witwe von John de Boterel verheiratet. Sein Vater hatte 1230 das Recht erworben, sie mit seinem Sohn zu verheiraten. Seine zweite Frau, die französische Gräfin von Lerett, überlebte ihn. Sie wurde 1301 in der Kathedrale von Worcester beigesetzt. Da sein Sohn ältester Roger aus seiner ersten Ehe 1282 gefallen war, erbte dessen Sohn, Cliffords Enkel Robert seine Besitzungen.